# Carex subcapitata
Carex subcapitata là một loài thực vật có hoa trong họ Cói. Loài này được X.F.Jin, C.Z.Zheng & B.Y.Ding mô tả khoa học đầu tiên năm 2003.